# You Don't Know Jack
You Don't Know Jack (br: Você Não Conhece Jack) é um telefilme norte-americano lançado em 24 de abril de 2010, dirigido por Barry Levinson e exibido pelo canal HBO.

## Sinopse
O telefilme trata da luta do Dr. Jack Kevorkian em defesa da eutanásia assistida por um médico. Ele coordenava pacientes que sofriam de extrema dor ou em estado terminal a cometerem suicídio, por meio de metodologia engendrada por ele.

## Elenco
- Al Pacino......Dr. Jack Kevorkian
- John Goodman…...Neal Nicol
- Brenda Vaccaro…...Margo Janus
- Susan Sarandon.....Janet Good
- Danny Huston...... Advogado Geoffrey Fieger
- Cotter Smith......Promotor Dick Thompson
- David Wilson Barnes...... Promotor David Gorcyca
- Eric Lange...... Promotor John Skrzynski
- Rondi Reed......Juíza Cooper

## Produção
Baseado em uma história real, parte do roteiro foi extraída do livro “Between the Dying and the Dead: Dr. Jack Kevorkian's Life And The Battle To Legalize Euthanasia" de Neal Nicol, assistente de Kevorkian.

## Prêmios
O telefilme foi indicado para quinze prêmios Emmy, vencendo em melhor ator em filme ou mini-série (Al Pacino) e melhor roteiro (Adam Mazer). Pacino também foi premiado com o Globo de Ouro, SAG e Satellite Awards. Neste último, Brenda Vaccaro foi premiada como melhor atriz coadjuvante.